# Bad Saarow Challenger
Il Bad Saarow Challenger è stato un torneo professionistico di tennis giocato su campi in terra rossa. Faceva parte dell'ATP Challenger Series. Si è giocata una sola edizione nel 1996, a Bad Saarow in Germania.

## Albo d'oro

### Singolare
| Anno | Campione      | Finalista        | Punteggio |
| ---- | ------------- | ---------------- | --------- |
| 1996 | Magnus Norman | Jens Knippschild | 6–2, 6–2  |

### Doppio
| Anno | Campioni                         | Finalisti                 | Punteggio |
| ---- | -------------------------------- | ------------------------- | --------- |
| 1996 | Jens Knippschild Marcos Ondruska | Paul Rosner Joost Winnink | 6–3, 6–3  |